# Дьяков, Алексей Афанасьевич
Алексе́й Афана́сьевич Дья́ков (1720 — 1789) — обер-прокурор одного из департаментов Правительствующего сената (с 1769 до своей смерти), получивший известность исключительно из-за замужеств своих дочерей. Бригадир, строитель зданий в Санкт-Петербурге при Екатерине II; дед П. Н. Дьякова.

## Биография
Окончил Сухопутный шляхетский корпус. По свидетельству Я. К. Грота, был «человеком довольно образованным: знал четыре языка, любил чтение, особенно исторических книг и путешествий».
В доме Дьякова, в 3-й линии Васильевского острова, часто собирались молодые поэты, которых, в частности, привлекали его дочери.
От брака (с 1748) с княжной Авдотьей Петровной Мышецкой он имел пять дочерей и сына Николая. Родственные связи родителей доставили дочерям знакомства в высшем Петербургском обществе, и замужества: Анна вышла замуж за И. И. Березина, Екатерина — за графа Я. Ф. Стенбока, Мария — за архитектора Н. А. Львова (в 1779), Александра вышла замуж за писателя В. В. Капниста (в 1781) и Дарья — за писателя Г. Р. Державина (в 1795).
Похоронен на кладбище в Обуховке.